# Japanischer Rossharnisch
Ein Japanischer Rossharnisch (jap.: Uma yoroi oder Bagai) ist ein Harnisch für Pferde aus Japan.

## Beschreibung
Ein Japanischer Rossharnisch besteht aus Leder, Seide und Lacken. Sie besteht in der Regel aus folgenden Einzelstücken:
- Japanische Rossstirn (Bamen)
- Auflage mit Seitenschutz
- Krupper

Die einzelnen Teile sind aus Leder gearbeitet und werden mit Schlageisen und Abnähern geformt und dekoriert. Ein Überzug aus verschiedenfarbigen Lacken dient zur Dekoration sowie als Schutz gegen Nässe. Die Unterseite, die auf dem Pferderücken aufliegt ist mit Stoffen gepolstert um die Haut des Pferdes zu schützen. Die Befestigung des Harnisch erfolgt mit der Hilfe von starken Kordeln aus Seide, die rund um die Panzerteile angebracht ist. Die Befestigung erfolgte mit drei breiten Seidenbändern. Das erste führte um den gesamten Bauch und wurde auch mit dem Sattel verbunden (jap. Harubi). Das zweite wurde um die Brust herumgeführt (jap. Munagai) und das dritte wurde am Krupper befestigt und ebenfalls mit dem Sattel verbunden (jap. Shirigai). Zum Panzer gehören noch Reitsattel und Steigbügel sowie eine Rossstirn, die meist passend zum Harnisch gearbeitet sind. Die Rossstirn wurde mit einem Band (jap.Omozura) um den Vorderkopf geführt, einem weiteren um die Ohren (jap. Gashira-gake) sowie einem dritten Band (jap. Omogai) unter dem Kiefer herum. Auf der Außenseite sind oft die Wappen des Eigentümers oder des zugehörigen Fürstenhauses (Mon) angebracht. Von der Bauweise und Dekoration ist anzunehmen, dass diese Rüstungen weniger zum Einsatz im Kampf, sondern eher für zeremonielle Zwecke benutzt wurden.